# Sunamganj (Distrikt)
Der Distrikt Sunamganj (bengalisch সুনামগঞ্জ জেলা, Sunāmagañj jelā) ist ein Verwaltungsdistrikt im nordöstlichen Bangladesch in der Division Sylhet. Die Distrikthauptstadt heißt ebenfalls Sunamganj.

## Geografie
Der 3747,18 km² große Distrikt grenzt im Norden an den Distrikt Habiganj, im Osten an die Distrikte Sylhet, im Süden an den indischen Bundesstaat Tripura und im Westen an die Distrikte Brahmanbaria und Kishoreganj.
Die wichtigsten Flüsse sind der Kushiyara und der Surma, die eigentlich zwei Arme des Barak sind. In der Überschwemmungsebene des Surma liegt das Feuchtgebiet Tanguar Haor.

### Klima
Die Temperaturen schwanken zwischen 8,6 und 32,7 °Celsius. Die durchschnittliche jährliche Regenmenge beträgt 3080 mm. Die durchschnittliche Luftfeuchtigkeit beträgt über 70 %. In den Monaten von November bis März fällt wenig Regen. Juni, Juli und August sind die Monate mit dem meisten Regen.

## Geschichte

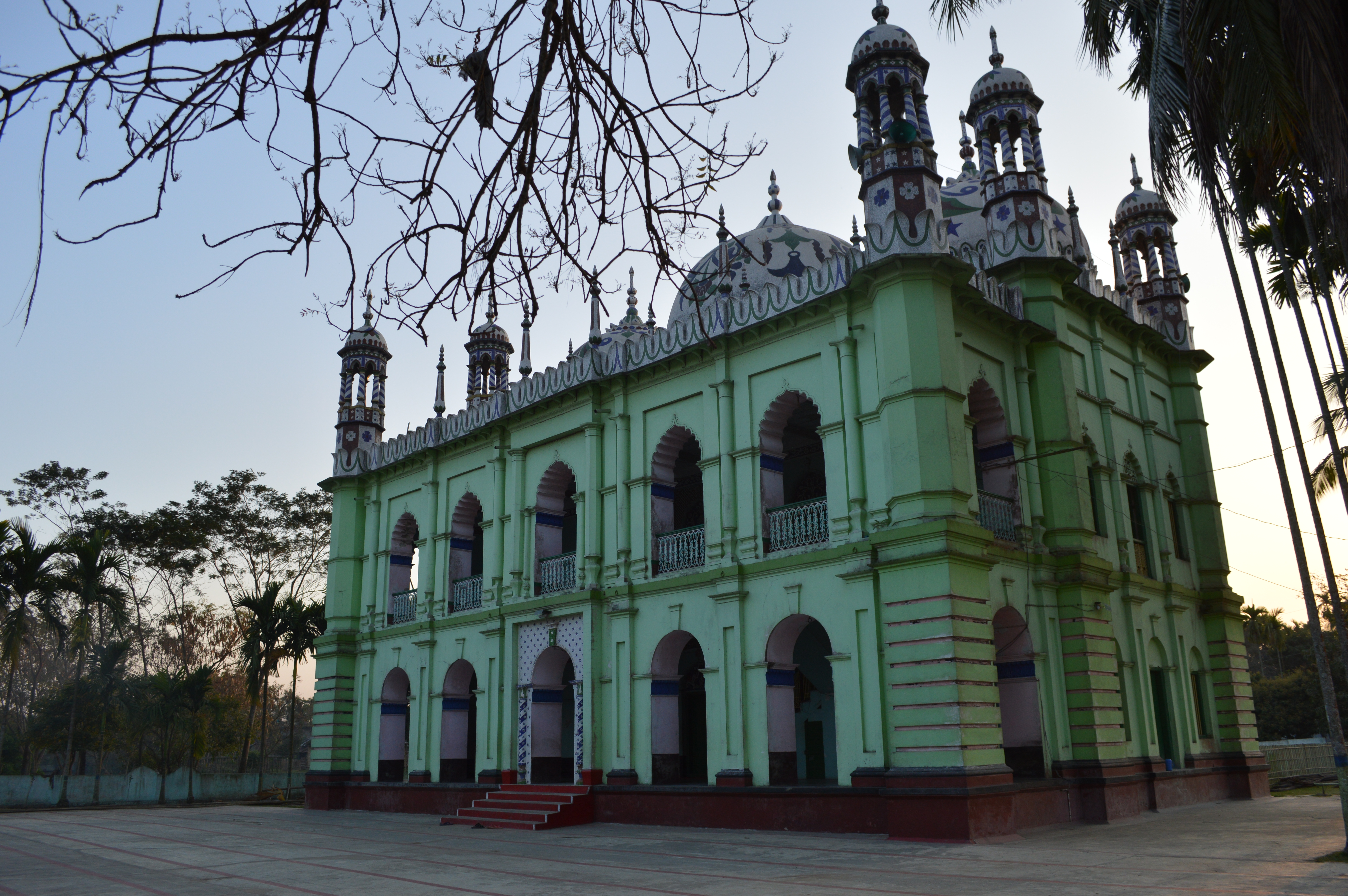
Die Pagla Moschee in Süd-Sumanganj

Ab 350 war das Gebiet des heutigen Distrikts Teil des Reiches von Kamarupa. Seit 600 gehörte es zum Königreich Laur, das bis 1565 existierte. Von 1565 bis 1765 war es Teil des Mogulreichs. Ab 1765 gehörte es zu Britisch-Indien als Teil der Dhaka-Division und ab 1874 zu Assam und dem Distrikt Sylhet. Von 1947 bis 1971 war der Distrikt Teil von Ost-Pakistan in der Republik Pakistan. Am 1. März 1984 wurde der bisherige Unterdistrikt Habiganj ein eigenständiger Distrikt.

## Bevölkerung

### Bevölkerungsentwicklung
Wie überall in Bangladesch wächst die Einwohnerzahl im Distrikt seit Jahrzehnten stark an. Dies verdeutlicht die folgende Tabelle:

### Altersstruktur
Wie überall in Bangladesch ist die Bevölkerung im Durchschnitt sehr jung. Das Durchschnittsalter lag bei der letzten Volkszählung 2011 bei 19,94 Jahren bei leicht steigender Tendenz.
Bei der Volkszählung im Jahr 2011 ergab sich folgende Altersstruktur:
| Alter                                          | 0–9 Jahre | 10–19 Jahre | 20–29 Jahre | 30–39 Jahre | 40–49 Jahre | 50–59 Jahre | 60–69 Jahre | 70–79 Jahre | 80 Jahre und mehr |
| Anzahl                                         | 746101    | 515.644     | 387.766     | 291.518     | 211.818     | 132.816     | 97.221      | 54.170      | 30.914            |
| Anteil                                         | 30,23 %   | 20,89 %     | 15,71 %     | 11,81 %     | 8,58 %      | 5,38 %      | 3,94 %      | 2,19 %      | 1,25 %            |
| Quelle: Zila Sunamganj, Tabelle P14, Seite 444 |           |             |             |             |             |             |             |             |                   |

### Bedeutende Orte
Einwohnerstärkste Ortschaft innerhalb des Distrikts ist der Distriktshauptort Sunamganj. Weitere Städte (Town) sind Chhatak, Derai und Jagannathpur. Doch gibt es mit Dharmapasha, Doarabazar und Jamalganj noch drei weitere Orte ohne Stadtrecht mit mehr als 10000 Einwohnern. Die städtische Bevölkerung macht nur 11,73 Prozent der gesamten Bevölkerung aus. Die genannten Orte haben folgende Einwohnerzahlen:

## Verwaltung
Wenngleich Sunamganj bereits 1874 als administrative Untereinheit des Distriktes Sylhet geschaffen wurde, erhielt er erst 1984 den Status eines selbstständigen nationalen Verwaltungsdistrikts. Sunamganj ist in elf Upazilas unterteilt: Bishwambarpur, Chhatak, Dakshin Sunamganj, Derai, Dharmapasha, Doarabazar, Jagannathpur, Jamalganj, Shalla, Sunamganj Sadar und Tahirpur. Innerhalb dieser Verwaltungsunterteilung gibt es vier selbstverwaltende Städte (municipalities), 87 Union Parishads (Dorfräte) und 2887 Dörfer.